# Timotheus Bitterli
Timotheus Bitterli OSB (* 12. Mai 1905 als Franz Xaver Bitterli in Rohr, Kanton Solothurn, Schweiz; † 7. Juni 1990 in Waegwan) war ein Schweizer Missionsbenediktiner, Apostolischer Administrator des Bistums Hamhŭng, des Klosters Yanji sowie der Territorialabtei Tokwon. 

## Leben
Franz Xaver Bitterli trat in der zweiten Hälfte der 1920er-Jahre in das Noviziat der Benediktiner der Erzabtei Sankt Ottilien ein, wo er den Ordensnamen Timotheus erhielt. Er legte am 11. Oktober 1928 die Profess ab und wurde am 6. März 1932 zum katholischen Priester geweiht.
Während der japanischen Besatzungszeit gründeten 1909 Missionsbenediktiner aus der Erzabtei Sankt Ottilien im Norden der Halbinsel Koreas in der Nähe der Hafenstadt Wŏnsan das Kloster Tokwon. Das Kloster erlebte bis zum Koreakrieg eine Blüte. Nach der Machtübernahme der Kommunisten verfügten die Behörden 1949 die Auflösung aller Klöster. Die Abtei Tokwon wurden am 9. Mai 1949 von der Polizei geschlossen. Ein Teil der deutschen und koreanischen Mönche wurden ins Gefängnis nach Pjöngjang und später ins Lager Oksadok in einer unwegsamen Berggegend Nordkoreas gebracht, wo die meisten von ihnen Anfang der 1950er Jahre starben. Einem Teil der Ordensbrüder gelang unter der Leitung von Frater Kim Beda die Flucht in den Süden, wo sie Zuflucht beim Apostolischen Vikar von Taiku fanden. Erzabt Chrysostomus Schmid schickte daraufhin im Jahre 1951 Pater Bitterli nach Korea. Unter seiner Leitung gründeten die Überlebenden 1952 in Waegwan das Benediktinerkloster Waegwan. 
Am 9. Mai 1952 wurde er zum Apostolischen Administrator von Tokwon, am 9. April 1954 zum Apostolischen Administrator des Klosters Yanji, am 10. März 1962 zum Apostolischen Administrator von Hamhŭng ernannt. Am 22. Mai 1981 wurde er als Apostolischer Administrator von Hamhŭng abgelöst. Am 4. Oktober 1985 folgte die Emeritierung als Apostolischer Administrator von Tokwon und Yanji.